# Naram-Sin (Asyria)

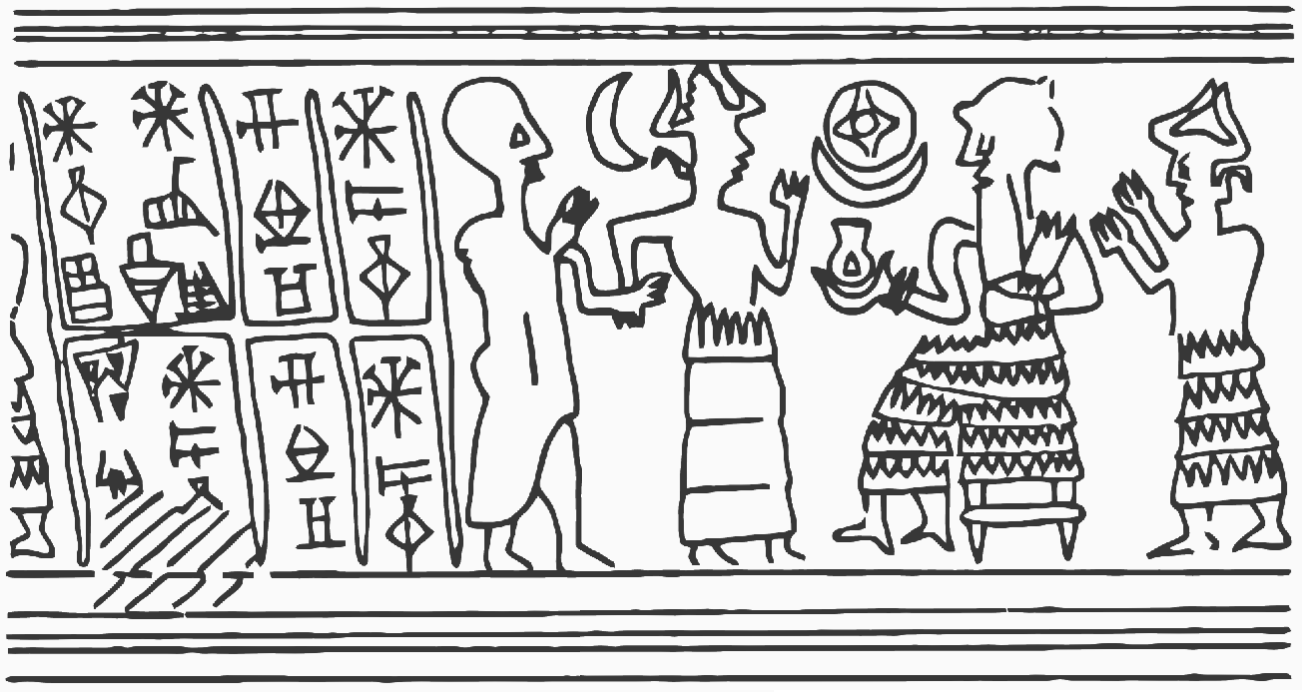
Odcisk pieczęci cylindrycznej Naram-Sina z Kanesz

Naram-Sin – władca miasta-państwa Aszur, syn i następca Puzur-Aszura II, wymieniony w Asyryjskiej liście królów jako 37. władca Asyrii. Wstąpił na tron w 1872 r. p.n.e. lub 1869 r. p.n.e. Dokładna długość jego panowania nie jest znana, ale wiadomo, iż rządzić on musiał od 34 do 54 lat.

## Imię
Naram-Sin przyjął imię słynnego Naram-Sina z Akadu (ok. 2254–2218 p.n.e.), jednego z twórców imperium akadyjskiego. Wzorował się on najprawdopodobniej na swoim dziadku, Sargonie I, który sam przyjął imię innego ze słynnych królów akadyjskich – Sargona Wielkiego (ok. 2334-2279 p.n.e.). Wybór obu imion na pewno nie był przypadkowy i wskazuje, że już wówczas postacie wielkich królów akadyjskich musiały cieszyć się wielką estymą i poważaniem w Aszur. W inskrypcji umieszczonej na pieczęci cylindrycznej Naram-Sina z Kanesz imię tego władcy – na wzór imienia Naram-Sina z Akadu – poprzedzone jest determinatywem dingir stawianym przed imionami istot boskich, ale w późniejszych tekstach asyryjskich (np. w Asyryjskiej liście królów) determinatyw ten był już pomijany. W transkrypcji z pisma klinowego imię tego władcy zapisywane jest Narām-Sîn, co tłumaczyć można jako „wybraniec/ulubieniec boga Sina”.

## Dynastia
Naram-Sin jest ósmym znanym władcą Aszur należącym do tzw. „dynastii Puzur-Aszura I”. W inskrypcji na swej pieczęci cylindrycznej, której gliniany odcisk odnaleziono w asyryjskiej kolonii kupieckiej w Kanesz, nazywa on siebie „synem Pu[zur]-[A]szu[ra]”. Filiację tą potwierdza Asyryjska lista królów, gdzie przedstawiany jest on jako „Naram-Sin, syn Puzur-Aszura”. Według tejże samej Asyryjskiej listy królów następcą Naram-Sina miał być jego syn Eriszum II.
| władcy z dynastii Puzur-Aszura I | pokrewieństwo       | lata panowania według Veenhofa | lata panowania według Barjamovica, Hertela i Larsena | uwagi                                                     |
| -------------------------------- | ------------------- | ------------------------------ | ---------------------------------------------------- | --------------------------------------------------------- |
| Puzur-Aszur I                    | –                   | początek XX w. p.n.e.          | początek XX w. p.n.e.                                | najprawdopodobniej założyciel dynastii                    |
| Szalim-ahum                      | syn Puzur-Aszura I  | początek XX w. p.n.e.          | początek XX w. p.n.e.                                | we własnej inskrypcji nazywa siebie „synem Puzur-Aszura”  |
| Ilu-szuma                        | syn Szalim-ahuma    | ?-1974 p.n.e.                  | ?-1971 p.n.e.                                        | we własnej inskrypcji nazywa siebie „synem Szalim-ahuma”  |
| Eriszum I                        | syn Ilu-szumy       | 1974-1935 p.n.e.               | 1972-1933 p.n.e.                                     | we własnych inskrypcjach nazywa siebie „synem Ilu-szumy”  |
| Ikunum                           | syn Eriszuma I      | 1934-1921 p.n.e.               | 1932-1918 p.n.e.                                     | we własnej inskrypcji nazywa siebie „synem Eriszuma”      |
| Sargon I                         | syn Ikunuma         | 1920-1881 p.n.e.               | 1917-1878 p.n.e.                                     | we własnej inskrypcji nazywa siebie „synem Ikunuma”       |
| Puzur-Aszur II                   | syn Sargona I       | 1880-1873 p.n.e.               | 1877-1870 p.n.e.                                     | nazywany „synem Sargona” w Asyryjskiej liście królów      |
| Naram-Sin                        | syn Puzur-Aszura II | 1872-1829/1819 p.n.e.          | 1869-? p.n.e.                                        | nazywany „synem Puzur-Aszura” w Asyryjskiej liście królów |
| Eriszum II                       | syn Naram-Sina      | 1828/1818-1809 p.n.e.          | ?-1809 p.n.e.                                        | nazywany „synem Naram-Sina” w Asyryjskiej liście królów   |

## Długość i lata panowania
Długość panowania Naram-Sina podana była pierwotnie w Asyryjskiej liście królów, ale zachowane jej kopie B i C są niestety uszkodzone w tym właśnie miejscu, a z liczby podanej w kopii A zachowała się jedynie ostatnia cyfra: 4. Ustalenie przybliżonej długości panowania tego władcy stało się możliwe dzięki odnalezieniu w asyryjskiej kolonii handlowej w Kanesz tekstu Kt 92/k 0193, który okazał się być jedną z kopii tzw. listy eponimów z Kültepe (ang. Kültepe Eponym List, w skrócie KEL). Tekst ten, znany jako KEL A, panowaniu Naram-Sina przyporządkowuje 27 urzędników limmu (eponimów), po czym niestety się urywa. Urzędnicy limmu zmieniali się co roku, tak więc z tekstu wynika, iż Naram-Sin panować musiał przynajmniej 27 lat. W oparciu o informacje pochodzące z listy eponimów z Kültepe (KEL) oraz kroniki eponimów z Mari (ang. Mari Eponym List, w skrócie MEL), w korelacji z informacjami pochodzącymi z Asyryjskiej listy królów Veenhof wyliczył, iż Naram-Sin i jego syn Eriszum II panować musieli łącznie przez 64 lata, od 1872 do 1809 r. p.n.e. W oparciu o kopię A Asyryjskiej listy królów, gdzie podana liczba lat panowania Naram-Sina kończyła się liczbą 4, założył on, iż władca ten najprawdopodobniej panować musiał przez 44 lub 54 lata (1872-1829/1819 p.n.e.), podczas gdy jego następca Eriszum II odpowiednio przez 20 lub 10 lat (1828/1818-1809 p.n.e.). Z kolei Barjamovic, Hertel i Larsen, w swej poprawionej liście eponimów (ang. Revised Eponym List, w skrócie REL), zaproponowali 61-letni okres panowania Naram-Sina i Eriszuma II, trwający od 1869 do 1809 r. p.n.e.. W okresie tym urząd swój sprawować miało 61 urzędników limmu: pierwszych 34 przyporządkowanych zostało Naram-Sinowi, natomiast ostatnich 7 Eriszumowi II. Co do pozostałych 20 istnieją wątpliwości: mogli oni sprawować swój urząd bądź za panowania Naram-Sina, bądź za panowania Eriszuma II. Tym samym długość panowania Naram-Sina wynosić musiała od 34 do 54 lat (34 + od 0 do 20 lat), natomiast Eriszuma II odpowiednio od 7 do 27 lat (7 + od 0 do 20 lat).

## Panowanie
Pomimo długiego okresu rządów Naram-Sin pozostaje bardzo słabo poznanym władcą, gdyż jak dotychczas nie odnaleziono żadnych jego inskrypcji, które mówiłyby o jego działalności budowlanej, politycznej czy też wojskowej. Większość informacji o nim pochodzi z Asyryjskiej listy królów, która przedstawia go jako 37 władcę asyryjskiego, syna i następcę Puzur-Aszura II oraz ojca i poprzednika Eriszuma II. W przeszłości wiarygodność tego przekazu była podważana przez niektórych uczonych, którzy utożsamiali Naram-Sina z Asyryjskiej listy królów z Naram-Sinem z Esznunny, który - jak sądzono - zdobyć miał Aszur i odsunąć od władzy przedstawiciela rodzimej dynastii. Wszystko zmieniło odnalezienie w Kültepe (starożytne Kanesz) odcisku pieczęci cylindrycznej Naram-Sina noszącej następującą inskrypcję: „Naram-Sin, zarządca (énsi), syn Pu[zur]-[A]szu[ra], zarządcy (énsi)”. Znalezisko to potwierdziło przekaz Asyryjskiej listy królów i pozwoliło udowodnić, iż rzeczywiście istniał asyryjski Naram-Sin, który był członkiem „dynastii Puzur-Aszura I”.
Według Veenhofa to właśnie na panowanie Naram-Sina przypaść miał nagły upadek pierwszej asyryjskiej kolonii handlowej w Kanesz (faza kārum Kanesz II). Zgodnie z jego wyliczeniami miało do tego dojść w 1837 r. p.n.e., w 35 roku panowania tego władcy.